# چندشوهری

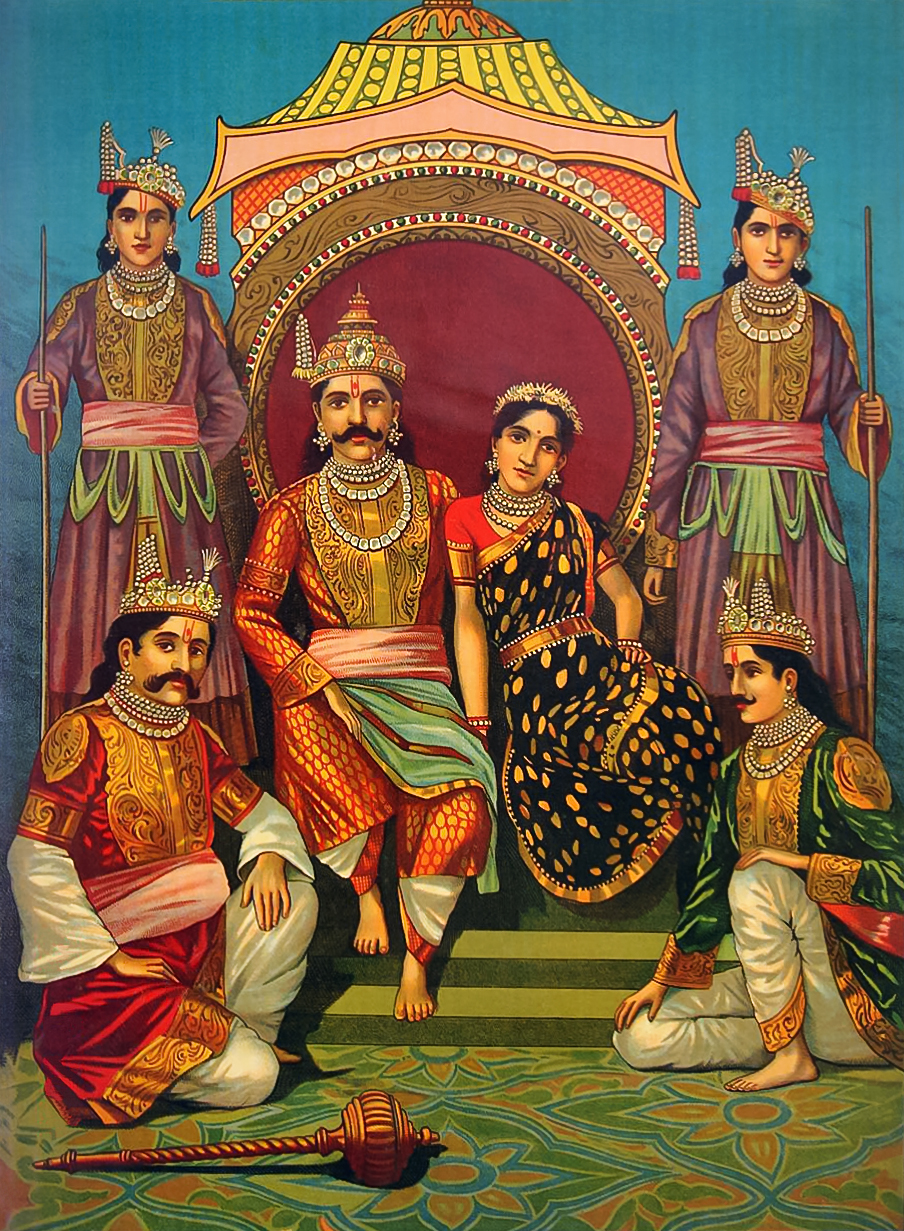
دراوپادی و پنج شوهرش از شخصیت‌های اساطیری هند.

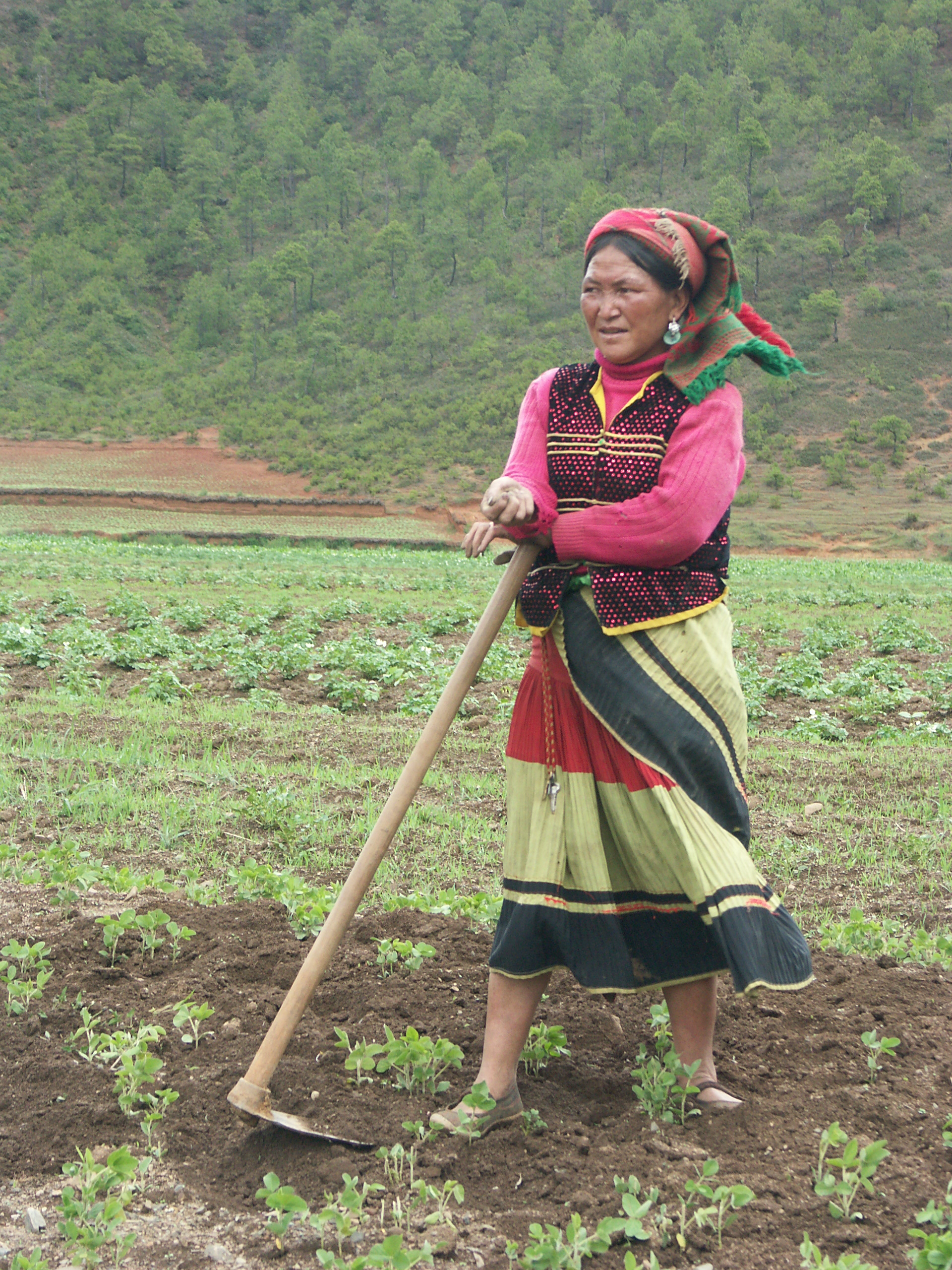
زنی از قوم موسو در چین.

چندشوهری حالتی از چندهمسری است که در آن، زن به‌طور هم‌زمان بیش از یک شوهر داشته باشد. چندشوهری بسیار کم‌تر از چندزنی معمول است. در گذشته، در نپال، مغولستان و نیز در عربستان پیش از اسلام؛ چندشوهری وجود داشته است و امروزه نیز در جنوب هند و تبت و قوم موسو در چین وجود دارد.
چندشوهری در اسلام، یهودیت، مسیحیت و آیین زرتشت جایز دانسته نمی‌شود و منع شده است.

## انواع

### چندشوهری برادری

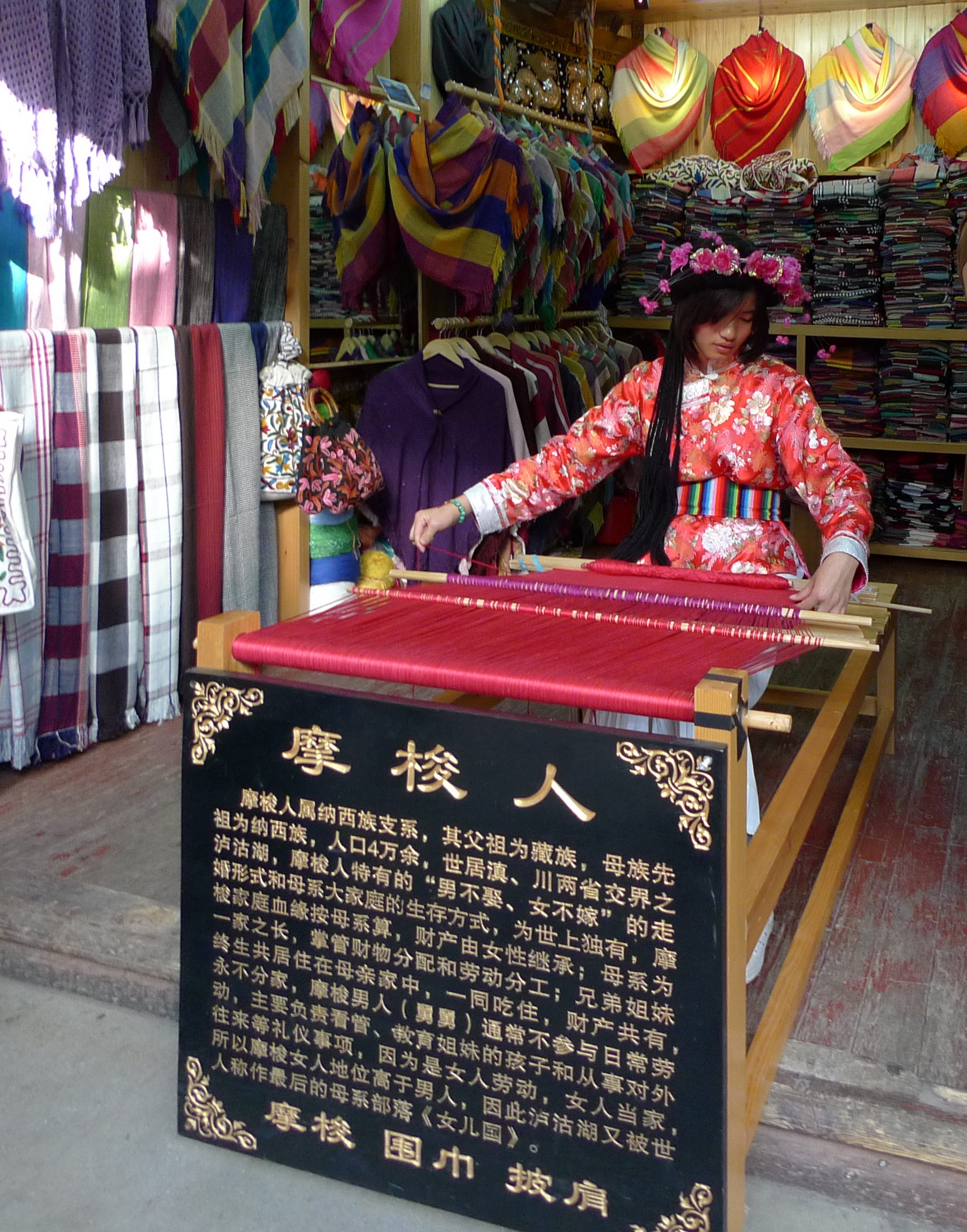
دختر بافنده موسو

چند شوهری بیشتر در جوامعی با منابع طبیعی محدود رایج است چراکه رشد جمعیت را محدود می‌کند و شانس بقای فرزندان را افزایش می‌دهد. چندشوهری به ویژه جوامع ساکن هیمالیا رایج است و فقط هم به خانواده‌های فقیر اختصاص ندارد. دلیل شیوع چندشوهری در این جوامع را می‌توان کمبود زمین قابل کشت دانست.
رایج‌ترین شکل چندشوهری در هیمالیا «چند شوهری برادرانه» است که در بخش‌هایی از چین، تبتی‌های کوچ‌نشین نپال و شمال هند رایج است. در این شیوه دو یا چند برادر با یک همسر ازدواج می‌کنند و همه آنها به شکل برابری به زن دسترسی جنسی دارند و همه آنها نیز پدر فرزند محسوب می‌شوند. ازدواج تمام برادران با یک زن موجب می‌شود تا زمین خانوادگی آنها تقسیم نشود اما اگر هر برادر جداگانه زن بگیرد و جداگانه بچه‌دار شود، زمین تکه‌تکه خواهد شد.
امروزه چند شوهری در تبت بیش از هر جای دیگر دنیا رایج است و هرچند غیرقانونی است اما گاهی انجام می‌شود. وجود این سنت در تبت سازگار با چالش‌های جغرافیایی منطقه است. در منطقه‌ای کوهستانی با زمین‌های زراعی بسیار محدود، روش چند شوهری از تعداد میراث‌بران زمین می‌کاهد و زمین در همان خانواده باقی می‌ماند. ازدواج چندین برادر با یک زن، باعث می‌شود تا برادرها همه با هم بر سر یک زمین کار کنند. همچنین اگر مردی از خانواده به مسافرت رفت، شوهر دیگر با خانواده می‌ماند و از آنها و زمین مواظبت می‌کند.
البته چندشوهری غیربرادری و همین‌طور چندزنی هم در تبت دیده می‌شود اما رواج کمتری دارد. گاهی چندزنی نیز به شیوه مشابه چندشوهری برادری انجام می‌شود. وقتی خانواده‌ای دو یا چند دختر دارد اما پسری ندارد تا در مزرعه کار کند ممکن است آنها با یک شوهر ازدواج کنند که به خانه آنها آمده و صاحب مزرعه شود. به این ترتیب از تقسیم زمین بین دو دختر و شوهران آنها جلوگیری می‌شود.

### نایرهای هند
انواع دیگری از چندشوهری نیز وجود دارد. بین نایرهای هند، که یکی از کاست‌های اجتماعی این کشور بوده‌اند، سنتی وجود داشته که بر اساس آن زن‌ها قبل از بلوغ یک مراسم آئینی را برگزار می‌کنند که در آن شوهری برای آنها انتخاب می‌شود و پدر تمام فرزندانش محسوب می‌شود. اما این شوهر ممکن است هیچوقت با آن زن زندگی نکند و زن به جای آن با مردان دیگری روابط عاشقانه داشته باشد. مرد یا مردانی که با زن ارتباط داشته‌اند در هنگام تولد فرزند با پرداخت دستمزد قابله تأیید می‌کنند که آنها پدر فرزند نیستند و شوهری که پیش از بلوغ تعیین شده پدر فرزند است. به این ترتیب مقررات کاستی که ازدواج افراد دو کاست را ممنوع می‌کرد شکسته نمی‌شود. زن نیز در خانه مادریش همراه با برادرانش زندگی می‌کند و اموال نیز از مادر به فرزندان به ارث می‌رسد.

### قوم موسو در چین
«چندشوهری گذری» نیز شکلی از چندشوهری-چندزنی است که در قوم موسو در چین رایج است. در این قوم زن و شوهر با هم زندگی نمی‌کنند بلکه پیش پدر یا مادر خود می‌مانند. در این جامعه مادرسالار هیچ مراسم رسمی برای ازدواج برگزار نمی‌شود و زن و شوهر به صورت مخفیانه با هم ملاقات می‌کنند. هر زنی می‌تواند مرد مورد علاقه‌اش را به خانه دعوت کند و هر مردی نیز می‌تواند این درخواست را از زن مورد علاقه‌اش کند. مرد شب به‌طور مخفیانه به اتاق خواب زن می‌رود و صبح زود پیش از بیدار شدن اعضای خانواده از آنجا می‌رود.
از آنجا که قبیله موسو جامعه‌ای مادرسالار است اموال از مادر به ارث می‌رسد و مشکلی در تقسیم ارث ایجاد نمی‌شود. اغلب زن‌ها نیز پدر فرزند خود را می‌شناسند و او را به فرزندشان معرفی می‌کنند. هرچند یک زن می‌تواند هرگاه که خواست شریک جنسی دیگری را برگزیند اما بیشتر زنان در یک زمان فقط با یک مرد در ارتباط هستند. امروزه بیشتر موسوها روابط طولانی‌مدتی را تشکیل می‌دهند که در برخی موارد تا پایان عمر ادامه پیدا می‌کند. برخی مردم‌شناسان معتقدند این تغییر در سال‌های اخیر و تحت تأثیر فرهنگ چینی‌های هان ایجاد شده و در گذشته بیشتر افراد به‌طور همزمان چندین شریک جنسی داشته‌اند و برخی از زنان سالمند موسو می‌گویند که تا ۳۰ یا ۴۰ یا حتی ۵۰ شریک جنسی در طول عمر خود داشته‌اند.
اکثر زنان پدر فرزند خود را می‌شناسند و خجالت‌آور است که زنی نداند پدر فرزندش چه کسی بوده است. با این حال تنبیه اجتماعی خاصی نیز برای چنین زنان و چنین فرزندانی وجود ندارد و بچه‌هایی که پدرشان را نمی‌شناسند آن را پنهان نمی‌کنند. وقتی زنی فرزند به دنیا می‌آورد، پدر فرزند به همراه مادر و خواهرانش به خانه او رفته و برایش هدیه می‌برند. بچه‌ها هرچند با پدرشان زندگی نمی‌کنند اما در جشن سال نو برای ادای احترام به خانه پدرشان می‌روند و پدر در زندگی آنها نقش مهمی دارد.

## در تاریخ و اساطیر
شواهدی مبنی بر منع چند شوهری در لاگاش شهر سومریان در ۲۳۰۰ سال قبل از میلاد مسیح وجود دارد. در متون حماسی هندی مهاباراتا (سروده‌ای حماسی از سده پنجم یا ششم پیش از میلاد به زبان سانسکریت است. مهاباراتا با بیش از صدهزار بیت بلندترین سروده جهان است و کار نوشتن آن تا سده سوم یا چهارم میلادی ادامه یافته است) دیده می‌شود.
برخی از تاریخدانان موضوع این سروده‌ها را الهام‌گرفته از نبرد میان مردمان آریایی و دراویدی در هزاره دوم پیش از میلاد می‌دانند. مهاباراتا در قدیم با نام رزمنامه به توصیف زنی به نام دراوپادی می‌پردازد که با ۵ برادر ازدواج کرده است.

## در ایران
سند ازدواجی از منطقهٔ بلخ از حوالی سال ۳۳۳ میلادی کشف شده که در آن فردی به نام بغ‌فرن دوشیزه‌ای به نام رلیک را برای دو پسرش بَب و پیدوک به زنی می‌گیرد و عهد می‌کند این دو بدون اجازهٔ رلیک زن و کنیز دیگری نگیرند. هیو-چائو، زائر بودایی کره‌ای در حوالی ۷۲۵ میلادی می‌نویسد که در تخارستان، کاپیسا، بامیان و زابلستان، دو، سه و حتی ده برادر مشترکاً با یک زن ازدواج می‌کنند. سند دیگری از سال ۷۵۰ میلادی از بلخ کشف شده که در آن سه برادر به نام‌های کامرد-فر، وهران و میر اختلافاتشان را کنار می‌گذارند و با زنی به نام زران ازدواج می‌کنند. ابوریحان بیرونی از رسم ازدواج چند برادر با یک زن در کوهستان‌های پنجشیر تا کشمیر در زمانهٔ خودش گزارش کرده است.
هرودوت می‌نویسد که در میان ماساژت‌ها «هر مرد با یک زن ازدواج می‌کند، اما زنان میان همگان مشترک هستند.»  دیودور سیسیلی از قبیله‌ای با املای «ایکتیوفاگی» در زبان لاتین نام می‌برد که در سواحل جنوب ایران زندگی می‌کردند و زن، فرزند و دارایی‌هایشان مشترک بوده است. نویسندگان مسلمان با جزئیات بسیار از چندشوهری نزد خرمدینان در غرب ایران نوشته‌اند. ابن ندیم می‌گوید خرمدینان زنان و همسرانشان را به اشتراک می‌گذارند و آن را نوعی عمل نیک می‌بینند. نظام‌الملک نیز مطلب مشابهی نقل کرده است. گزارش معتبرتری از مقدسی (قرن نهم میلادی) در دست است که شخصاً با خرمدینان ملاقات داشته و دربارهٔ اشتراک زنان از آن پرسیده؛ خرمدینان به او پاسخ دادند که برخی از هم‌کیشانشان با رضایت خود زنان چنین رسمی دارند.
در قوانین زرتشتی اگر مردی فرزندی نداشت، می‌توانست از مردان دیگر بخواهد با همسرش نزدیکی کرده و برایش فرزندی بیاورد.

## در عربستان پیش از اسلام
در عربستان قبل از اسلام نوعی از چند همسری مرسوم بوده که به آن ازدواج رهط می‌گفتند. ازدواج رهط یعنی ازدواج مشارکتی یا دسته جمعی. گروهی از مردان که نباید بیشتر از ده نفر می‌بودند با یک زن رابطه برقرار می‌کردند و اگر فرزندی به دنیا می‌آمد، آن زن فرزندش را به هر یک از مردان که خود می‌خواست منتسب می‌کرد و او را پدر فرزند خود قرار می‌داد.